# Axel
Axel es un nombre propio y variante escandinava del hebreo Absalón (אַבְשָׁלוֹם) que significa padre de la paz.

## Personas y personajes conocidos llamados Axel
- Todas las páginas que comienzan por «Axel».

### Música
- Axl Rose, cantante de Guns N' Roses;
- Axel Rudi Pell, guitarrista alemán de heavy metal melódico;
- Axel, cantante y compositor argentino;
- Axwell (Axel Hedfors), DJ sueco, productor de música house, bajista y artista visual perteneciente a Lysergic Funeral, que lidera el proyecto The Left Side.
- Axel Pi, batería del grupo de música Sidonie;

### Ficción
- Axel Stone, personaje de Streets of Rage;
- Axel Asher (Access), personaje de DC comics y Marvel comics;
- Axel Blaze, personaje del anime Inazuma Eleven;
- Axel Lidenbrock, personaje de la novela de Julio Verne Viaje al centro de la Tierra;
- Axel, personaje de Kingdom Hearts;
- Axel Foley, personaje de la película Beverly Hills Cop interpretado por el actor Eddie Murphy.

### Deportes
- Axel Pons, piloto español de motociclismo;
- Axel Hervelle, jugador de baloncesto del Bilbao Basket;
- Axel Paulsen, patinador artístico noruego, creador del salto áxel;
- Axel Merckx, ciclista belga, hijo de Eddie Merckx;
- Axel Witsel, jugador de fútbol belga.
- Axel Disasi, jugador de fútbol francés en el Aston Villa F.C. de la Premier League.
- Axel Baeck, esquiador sueco.
- Axel Juárez, jugador de fútbol en el club Real 27 de Monterrey.

### Además
- Axel Kicillof, economista argentino;
- Absalón de Dinamarca (Axel de Dinamarca), príncipe danés;
- Hans Axel de Fersen, presunto amante de María Antonieta;
- Axel Munthe, escritor y médico sueco;
- Àxel Torres, periodista español;
- Axel Gadolin, minerálogo finlandés;
- Axel Kaiser, abogado, profesor, filósofo y economista chileno.

- Datos: Q5407300
- Multimedia: Axel (given name) / Q5407300